# Janet Dykman
Janet Dykman, ameriška lokostrelka, * 17. januar 1954.
Sodelovala je na lokostrelskem delu poletnih olimpijskih igrah leta 1996, leta 2000 in leta 2004.